# 井鯉こま
井鯉 こま（いこい こま、1979年 - ）は、日本の小説家。女性。

## 経歴・人物
神奈川県横浜市出身。東京外国語大学外国語学部を卒業する。2014年、「コンとアンジ」で筑摩書房と東京都三鷹市が共催する第30回太宰治賞を受賞する（選考委員：加藤典洋、小川洋子、荒川洋治、三浦しをん）。小川洋子は、「コンとアンジ」について「余計なことを書かないことによって、性別や国境、言葉の違いといった境界線をやすやすと飛び越え、ある種神話的な世界を作り上げている」と評価している。井鯉は、応募のきっかけについて、「子どもの夜泣きがなくなって自分の時間が持てるようになったこと」と語っている。中学生のときに太宰治作品を愛読していたという。

## 作品リスト

### 単行本
- 『コンとアンジ』（2014年11月 筑摩書房）
- 『かぜのひ』（絵本、絵:西陰志保、2019年12月 石田製本）

### 寄稿
小説
- 「コンとアンジ」 - 『太宰治賞 2014』（筑摩書房編集部 編、2014年6月）

エッセイ等
- 「太宰治賞受賞者 井鯉こまさん寄稿文」 - 『広報みたか』2014年8月17日12面（三鷹市）